# Coke R. Stevenson
Coke Robert Stevenson, född 20 mars 1888 i Mason County, Texas, död 28 juni 1975 i San Angelo, Texas, var en amerikansk demokratisk politiker. Han var den 35:e guvernören i Texas 1941–1947.
Föräldrarna gav Stevenson förnamnet "Coke" efter politikern Richard Coke. Stevenson var verksam som ranchägare, bankman och domare i Kimble County. Han var talman i delstatens representanthus 1933–1937.
Stevenson tjänstgjorde mellan 1939 och 1941 som viceguvernör under guvernör W. Lee "Pappy" O'Daniel. Guvernör O'Daniel fyllnadsvaldes 1941 till USA:s senat och efterträddes av Stevenson som var en konservativ demokrat. Den ekonomiska situationen i Texas förbättrades under krigstiden och 1947 efterträddes Stevenson som guvernör av Beauford H. Jester.
Kongressledamot Lyndon B. Johnson besegrade Stevenson i demokraternas primärval inför senatsvalet 1948 med en marginal av 87 röster. Stevenson överklagade resultatet på grund av valfusk. Demokraternas centralkommitté i Texas avgjorde primärvalets resultat med rösterna 29 mot 28 till Johnsons fördel. Johnsons kampanjchef John Connally hade lyckats övertyga en kommittémedlem, publicisten Frank W. Mayborn från Temple, att avbryta en affärsresa till Nashville för att återvända till Texas och ge den avgörande rösten.
Frimuraren Stevenson gravsattes på familjekyrkogården i Kimble County.